# Dragon Quest XI: Ecos de un pasado perdido
Dragon Quest XI: Ecos de un pasado perdido (ドラゴンクエストXI 過ぎ去りし時を求めて Dragon Quest XI: Sugisarishi Toki o Motomete?, lit. Dragon Quest XI: En busca del paso del tiempo) es un videojuego de rol desarrollado por Square Enix y Armor Project, y distribuido por Square Enix para las plataformas Nintendo 3DS, Stadia, Nintendo Switch, PlayStation 4 y Microsoft Windows. Se trata de la undécima entrega de la saga Dragon Quest. El videojuego fue lanzado en primer lugar en Japón el 29 de julio de 2017, en las consolas Nintendo 3DS y PlayStation 4. Su fecha de lanzamiento en occidente se produjo el 4 de septiembre de 2018, en las plataformas PlayStation 4 y Microsoft Windows. Finalmente, fue lanzado en la consola Nintendo Switch con el nombre de Dragon Quest XI S el 27 de septiembre de 2019, el cual sería relanzado a su vez en PS4 y Xbox One el 4 de diciembre de 2020.

## Sinopsis
El juego se desarrolla en el mundo de Erdrea, y comienza cuando el reino de Dundrasil es invadido y destruido por un ejército de monstruos. El protagonista, un bebé durante el ataque, se encuentra entre los que intentan escapar, pero se separa y termina flotando río abajo y es encontrado por un anciano conocido como Chalky en el pueblo de Cobblestone. Al ser adoptado por su hija, Amber, el protagonista se cría en el pueblo. Cuando era adolescente, finalmente participa en una tradición de mayoría de edad escalando la montaña Cobblestone Tor con su amiga de la infancia Gemma. Durante la caminata, son atacados por monstruos y mientras luchan para proteger a Gemma, una marca en su mano brilla, lo que le permite invocar un rayo para defenderse.
Al regresar, Amber le revela la verdad sobre su nacimiento y adopción, y lo envía a encontrarse con el rey Carnelian de Heliodor. Sin embargo, al encontrarse con él y sus caballeros reales Sir Hendrik y Sir Jasper, el protagonista es arrojado a las mazmorras del reino bajo la acusación de que él es el Engendro Oscuro, un malvado que se predice que destruirá el mundo. Una vez encarcelado, se encuentra con un ladrón llamado Erik que reconoce la marca en su mano, llamándolo Luminario, un héroe legendario elegido por el árbol  Yggdrasil para salvar a Erdrea del mal, y dice que estaba destinado a encontrarse con él. Luego, la pareja escapa usando un túnel que Erik cavó y evade la captura de Hendrik y Jasper. En un pueblo llamado Hotto, la pareja conoce a dos magos que provienen de la ciudad de Arboria: Veronica, que cayó en una maldición que transformó su cuerpo en el de una niña, y su hermana gemela Serena. Los dos lo reconocen inmediatamente como el Luminario y juran su lealtad a él, como es su deber jurado. Los cuatro se embarcaron en una búsqueda para llegar a Yggdrasil para que el Luminario pueda entender más sobre su destino. En el camino, ganan otros tres compañeros: Servando, un artista itinerante, Rab, el exrey de Dundrasil y el abuelo del protagonista, y Jade, la princesa exiliada de Heliodor que ayudó al pequeño protagonista a escapar durante el ataque de Dundrasil.
El grupo finalmente llega al corazón de Yggdrasil, que contiene la Espada de la Luz, el arma destinada al Luminario. Sin embargo, justo cuando el Luminario está a punto de tomarlo, él y el grupo son interceptados por Jasper, Carnelian y Hendrick. Luego se revela que Carnelian estuvo poseído todo el tiempo por un ser malvado conocido como Mordegon, también conocido como el Señor de las Sombras, y que Jasper ha sido un agente suyo. Los dos someten a Hendrik y al grupo del Luminario, con Mordegon tomando y corrompiendo la Espada de la Luz y absorbiendo el corazón de Yggdrasil para sí mismo, destruyendo el árbol y hundiendo al mundo en una era de oscuridad. Separado de sus compañeros, se revela que el Luminario fue rescatada por sirenas del reino submarino de Nautica, donde descubre que desde la caída de Yggdrasil, Mordegon envió a sus fuerzas a aterrorizar a Erdrea.
Al abandonar Nautica, el Luminario regresa a Cobblestone, ahora convertida en un refugio fortificado para los ciudadanos de Heliodor liderados por Carnelian y Hendrik, quienes se disculpan con el Luminario por todos los problemas que le causaron. Hendrik luego une fuerzas con el Luminario, y juntos, reclaman Heliodor de las fuerzas de Mordegon, lo que trae de vuelta el sol. En su viaje para salvar otras partes del mundo, se reúnen con el resto del grupo a excepción de Veronica, donde descubren que ella pereció salvando a los demás durante la caída de Yggdrasil. En Arboria, el grupo se entera de una enorme ballena voladora, llamada Cetacea. Utilizándolo, viajan a una antigua isla flotante conocida como Havens Above, donde descubren los medios para forjar una nueva Espada de Luz. Después de forjarla, el grupo finalmente llega a la Fortaleza del Miedo, la fortaleza voladora de Mordegon. Allí, el grupo derrota a Jasper, que se ha convertido en un demonio, y al propio Mordegon, que restaura a Yggdrasil y al mundo. Pocos días después de su victoria, el grupo se reúne en Arboria para celebrar y presentar sus respetos a Veronica. Después de eso, el grupo investiga algunas ruinas misteriosas, donde descubren una antigua reliquia que les da acceso a la Torre del Tiempo Perdido. En la torre, el Guardián del Tiempo, el espíritu que vigila la torre, le cuenta al Luminario la oportunidad de retroceder en el tiempo para salvar a Veronica y a todos los demás que murieron durante la caída de Yggdrasil. Tomando la difícil decisión de abandonar su grupo actual, el Luminario lo hace y derrota a Jasper y Mordegon antes de que tenga la oportunidad de robar la Espada de la Luz y el corazón de Yggdrasil nuevamente.
Sin embargo, debido a la ausencia de Mordegon, un espíritu oscuro puede convocar a un monstruo malvado conocido como Khalasmos, que fue frustrado previamente en la línea de tiempo de la regla de Mordegon. Luego, el grupo busca asesoramiento de los sabios de Havens Above, quienes los guían en una búsqueda para conocer la verdad sobre el regreso de Khalasmos. Al hacerlo, descubren que un Luminario de hace siglos, llamado Erdwin, fue traicionado y asesinado por su compañero mago Morcant, quien absorbió los poderes de Khalasmos y se transformó en Mordegon por su deseo de poder. Serenica, la antigua compañera y amante sabia de Erdwin, luego selló al Khalasmos debilitado e intentó regresar al pasado en la Torre del Tiempo Perdido, pero se convirtió en el Cronometrador, ya que solo uno con la marca del Luminario puede usar los poderes de la torre. Después de hacer sus preparativos, el grupo se enfrenta a Khalasmos y lo derrota de una vez por todas. Al hacerlo, el Luminario confía su marca al Cronometrador, quien regresa a su forma original como Serenica, y la usa para regresar al pasado y reunirse con Erdwin. Acompañado por Veronica y Serena, también devuelve la Espada de la Luz a Yggdrasil, quien se revela como el Yggdragon, un antiguo dragón que fue derrotado por Khalasmos hace años, con su cuerpo transformándose en el árbol Yggdrasil y dando vida a Erdrea. El Yggdragon otorga al Luminario el título de "Erdrick", el más poderoso de todos los héroes, y mantiene la Espada para el día en que un nuevo héroe la necesite para defender a Erdrea del mal. A mediados de los créditos, Serenica se reúne con Erdwin en el pasado, mientras que después de los créditos, una joven madre, después de leer la historia del Luminario en un libro, despierta a su hijo de la cama, estableciendo el comienzo de Dragon Quest III.

## Personajes

### Miembros del Equipo
| Nombre   | Nombre (Jp) | Clase           | Género    | Actor de voz (En) | Actor de voz (Jp) |
| -------- | ----------- | --------------- | --------- | ----------------- | ----------------- |
| Héroe    | Hero        | Héroe           | Masculino | Rasmus Hardiker   | Mitsuki Saiga     |
| Erik     | Kamyu       | Ladrón          | Masculino | Gunnar Cauthery   | Kōki Uchiyama     |
| Verónica | Veronica    | Hechicera       | Femenino  | Lauren Coe        | Maaya Uchida      |
| Serena   | Senya       | Sacerdotisa     | Femenino  | Jessica Clark     | Sora Amamiya      |
| Servando | Silvia      | Guerrero        | Masculino | Shai Matheson     | Masaya Onosaka    |
| Rob      | Rou         | Paladín         | Masculino | Alex Norton       | Mugihito          |
| Jade     | Martina     | Artista Marcial | Femenino  | Laura Aikman      | Ami Koshimizu     |
| Hendrik  | Greig       | Campeón         | Masculino | John Hopkins      | Rikiya Koyama     |

### Otros Personajes
| Nombre        | Nombre (Jp)  | Género    | Actor de voz (En)  | Actor de voz (Jp) |
| ------------- | ------------ | --------- | ------------------ | ----------------- |
| Gema          | Emma         | Femenino  | Lizzie Stables     | Ayako Kawasumi    |
| Vince         | Humphrey     | Masculino | Parker Sawyers     | Tomokazu Sugita   |
| Mia           | Maya         | Femenino  | Lauren Mote        | Inori Minase      |
| Rey Cornalino | Rey Delkadar | Masculino | Christopher Godwin | Takayuki Sugō     |
| Jaspe         | Homeros      | Masculino | Matthew Gravelle   | Takahiro Sakurai  |

## Jugabilidad
Intercambio de personajes simultáneo:
durante la batalla podemos cambiar el personaje a como se nos antoje (la obtención de experiencia es mejor al ser suplente).
Movimientos combinados en alta tensión: 
cubriendo una serie de requisitos y unos determinados personajes puede ejecutar técnicas de combate o técnicas de soporte (poner criaturas valiosas en campo de batalla o duplicar la experiencia en combate).
Ataques sorpresa: 
Los ataques sorpresivos en ese juego nos da la posibilidad de debilitar el enemigo (no derrotarlo) el daño es equivalente al ataque del quien lo hace. (Si usas el caballo por una ataque sorpresa los enemigos mueren de forma instantánea sin entrar en ningún combate).
Tablero de habilidades:
a diferencia de los juegos anteriores este juego ofrece una interfaz estilo tablero de licencias del final fantasy xii en el cual mediante los puntos de habilidad obtenidos al incrementar un nivel determinado serán canjeables al igual que en las entregas anteriores a este son limitados.
Herrería:
este alberga un yunque de herrería en el cual podemos mejorar nuestras armas o crear nuevas a diferencia de entregas anteriores que era todo alquimico en este se ha separado las armas en el yunque y los objetos y demás ingredientes en el bote alquimico.
Convoy:
En este entrega existe los convoy los cuales son personajes temporales en la trama a diferencia de otros juegos que han utilizado esta mecánica en este los convoy ayudan en el combate hasta que temporalmente dejen el grupo cuando llegan  a su destino o cumplido sus objetivos.

## Diferencias de plataformas
La versión de Nintendo 3DS presenta un estilo diferente al de la versión de PlayStation 4, y muestra gráficos 3D en la pantalla superior y sprites de 16 bits en la pantalla inferior. Antes de entrar en batalla, los jugadores también pueden alternar entre los estilos gráficos 3D y 2D. los estilos divididos de 3D y 2D estarán presentes en ambas pantallas durante todo el juego, pero solo durante las etapas iniciales del juego; en su lugar, los jugadores tendrán que seleccionar en qué estilo jugar eligiendo una pantalla para mirar, pero podrán cambiar entre ambos estilos en cualquier momento. El 27 de septiembre de 2019 saldría una versión para Nintendo Switch llamada: Dragon Quest XI S, la cual añadiría contenido adicional y que un año más tarde, saldría para PS4 sustituyendo a la versión estándar y para Xbox One, siendo el primer título de esta franquicia en la consola de Microsoft.

## Desarrollo
Las noticias acerca de Dragon Quest XI fueron reveladas por Yuji Horii, quien dijo que no podía garantizar que este videojuego pudiera salir para versiones móviles (android y IOS). En julio del 2015 se anunció en la revista del Shonen Jump que este videojuego no saldría antes que el de Itadaki Street. Los que han estado involucrados en la creación del proyecto afirmaban que: "este videojuego es un nuevo título para la serie principal después de 3 años". Además, comentaron que el juego sería desarrollado con el motor gráfico Unreal Engine 4.

## Recepción

### Crítica
Dragon Quest XI: Ecos de un pasado perdido fue recibido con muy buenas críticas por parte del periodismo de videojuegos, consiguiendo una calificación promedio de 88 sobre 100 en PlayStation 4 sobre la base de 54 reseñas.
Jesús Bella de 3DJuegos, comenta que "Dragon Quest XI es un J-RPG que tiene una historia interesante, personajes bien construidos, jugabilidad tradicional pero gratificante, así como unos nombres (Yuji Horii, Koichi Sugiyama y Akira Toriyama) que aseguran el éxito, o al menos recuperar el alma rolera de los juegos de los ochenta y noventa". Por su parte, Carlos Leiva de la página web Vandal, destaca que el juego "supone la culminación de más de 30 años de historia de una de las sagas más importantes e influyentes de nuestro hobby favorito, ofreciéndonos una odisea tan clásica como fascinante que no olvidaremos fácilmente. Una buena historia, grandes personajes, aventuras constantes, emocionantes combates y un mundo bello y vivo es lo que aquí encontraréis". Además, agrega "Si echáis de menos los JRPG en su versión más clásica pero con la tecnología y escala de un juego actual, aquí encontraréis una compra prácticamente imprescindible". A su vez, Mike Reyes en su reseña para Atomix, cree que a pesar de sus clichés, fallos y lo predecible que puede llegar a ser por momentos "Dragon Quest Xi es un viaje fantástico y maravilloso, con una historia mágica y memorable, que nos presenta a un elenco entrañable de personajes y que emana todo un mar de encanto, uno que difícilmente se logra replicar en otros juegos de la actualidad".
Jared Petty del portal IGN, describe en su análisis que "Dragon Quest XI sobresale cuando enfatiza la lucha contra los malos, la exploración de mazmorras y la búsqueda de tesoros. Es una fiesta visual poblada por un elenco de monstruos coloridos incluso más fascinantes que los propios personajes principales. Los extraños ritmos de la historia y algunas partes repulsivas ralentizan a Dragon Quest, pero la excelente mecánica sigue siendo el centro de atención, lo que hace que Echoes of a Elusive Age sea un JRPG de primer nivel para la era moderna". Heidi Kemps de GameSpot resume su crítica del juego diciendo que "Dragon Quest XI es uno de los mejores ejemplos modernos de un videojuego con jugabilidad tradicional; su bella presentación, tanto visual como de historia, se combina con una fórmula de juego probada y verdadera para un viaje lleno de corazón y alma. Una vez que te encuentres atrapado en el mundo de Dragon Quest XI, será difícil dejarlo hasta que llegues al gran final".